# Croacia en los Juegos Olímpicos de París 2024
Croacia estuvo representada en los Juegos Olímpicos de París 2024 por un total de 73 deportistas que compitieron en 15 deportes. Responsable del equipo olímpico es el Comité Olímpico Croata, así como las federaciones deportivas nacionales de cada deporte con participación.
Los portadores de la bandera en la ceremonia de apertura fueron el tirador Giovanni Cernogoraz y la judoka Barbara Matić.

## Medallistas
El equipo olímpico de Croacia obtuvo las siguientes medallas:
| Nombre                          | Deporte   | Competición             |
| ------------------------------- | --------- | ----------------------- |
| Oro                             |           |                         |
| Barbara Matić                   | Judo      | –70 kg F                |
| Martin Sinković Valent Sinković | Remo      | Dos sin timonel (M2-) M |
| Plata                           |           |                         |
| Donna Vekić                     | Tenis     | Individual F            |
| Equipo                          | Waterpolo | Torneo M                |
| Bronce                          |           |                         |
| Sandra Elkasević                | Atletismo | Disco F                 |
| Lena Stojković                  | Taekwondo | –49 kg F                |
| Miran Maričić                   | Tiro      | Rifle 10 m M            |